# Vidauban
Vidauban é uma comuna francesa na região administrativa da Provença-Alpes-Costa Azul, no departamento de Var. Estende-se por uma área de 73 km². Em 2010 a comuna tinha 12 317 habitantes (densidade: 168,7 hab./km²).